# سرجیو گالویان
سرگئی "سرجیو" ساسونیکی گالویان (ارمنی: Սերգեյ Սասունիկի Գալոյան؛ روسی: Сергей Галоян؛ زادهٔ ۲۵ دسامبر ۱۹۸۱) تهیه‌کننده موسیقی، ترانه‌سرا و دی‌جی ارمنی‌تبار اهل روسیه در سبک‌ها‌ی موسیقی پاپ، موسیقی الکترونیک است. 

## زندگی‌نامه
در ۲۵ دسامبر ۱۹۸۱ در مسکو به دنیا آمد و از فارغ‌التحصیل شد. وی همچنین برندهٔ جوایزی همچون جایزه انجمن آهنگسازان، پدیدآوران و ناشران آمریکا شده‌است.